# Аргентов, Андрей Иванович
Андрей Иванович Аргентов; 1816, Нижегородская губерния — 9 мая 1896, Верхнеудинск) — священник Русской православной церкви, миссионер, исследователь Якутии, Чукотки и Дальнего востока Российской империи.

## Биография
Родился в 1816 году в Нижегородской губернии в небогатой семье дьячка местной церкви.
Учился в уездном духовном училище Нижнего Новгорода, по окончании которого, за прилежность в учёбе, был направлен в Нижегородскую духовную семинарию, которую окончил в 1841 году.
В 1841 году Андрей Аргентов отправился на служение в Иркутскую епархию, в которую тогда входил и Якутский край.
В мае того же года он был возведён в сан диакона с назначением в Тельминскую Богородско-Казанскую церковь, которая располагалась приблизительно в шестидесяти километрах от города Иркутска вниз по течению реки Ангара. В этом православном приходе, по распоряжению местного архиепископа Нила Исаковича праздничную пасхальную службу проводил отец Дмитрий Хитров, знакомство с которым переросло в искреннюю дружбу продлившуюся много лет. 28 сентября 1841 года Аргентов был рукоположен в сан священника и получил назначение иереем Иретской Николаевской церкви.
Затем Андрей Аргентов вызвался служить в Нижнеколымской Спасской церкви в Якутской области. Позднее своё решение он прокомментировал так:

«Не имею дать ясного отчёта, почему мне именно понравился Нижнеколымск, из-за чего я предпочёл его другим местам, пожелав туда на службу. Может быть, меня интересовало… солнце глубокого севера, то незаходящее, то не восходимое, величественное сияние арктических небес,.. а может быть рассказы бывалых людей меня завлекали».

Зимой 1843 года Аргентов вместе с женой Евдокией Ивановной и ребёнком отправился к месту службы. По прибытии в город Якутск, Аргентов в начале февраля встретился со священнослужителями Дмитрием Хитровым и Никитой Запольским, из разговоров с которыми узнал о напутствиях, высказанных митрополитом Иннокентием (Вениаминовым) в отношении миссионерской деятельности в Петропавловской и Камчатской епархии, который имел в этом немалый личный опыт. В частности, епископ всегда подчёркивал, что важнейшим условием для проповедника Слова Божия является изучение местных языков и наречий, чтобы сделать православие более понятным и доступным местным племенам и народностям. Аргентов внял этим наставлениям и уже через два года мог изъясняться с местными племенами без переводчика.
В 1846 году, при помощи местного купца В. Трифонова, который выделил необходимую сумму, Аргентов начал строительство церкви на берегу Северного Ледовитого океана, благодаря чему 21 июля 1849 года Святейший синод разрешил организовать на Чукотке приход и назначил содержание его служителям. За 1850—1853 годы Андрей Аргентов крестил 380 чаунских оленеводов. За его миссионерские заслуги Якутское духовное правление в 1853 году наградило его золотым наперсным крестом. Аргентовым был составлен первый «Чукотский словарь». За него в 1879 году он был награждён серебряной медалью императорского Русского географического общества..
В декабре 1857 года был переведён на новое место службы в Олёкминск. Указом архиепископа Камчатского Иннокентия (Вениаминова) ему было выплачено наградное пособие в размере 1500 рублей.
В 1867 г. по собственному желанию был переведён в Одигитриевский собор г. Верхнеудинска, где служил до 1875 г. Во время служения в Верхнеудинске занимался вопросами русско-монгольских отношений и составлял летопись города.
Затем был назначен иереем в с. Богородское Горбатовского уезда Нижегородской губернии. В Нижнем Новгороде в 1886 г. вышла его книга «Путевые записки. Восточная Сибирь».
В 1889 г. священник-миссионер вышел за штат и вернулся в Верхнеудинск, где жили пятеро его детей и внуки.
Скончался 9 мая 1896 года. На его могиле на кладбище Троицкой кладбищенской церкви была высечена следующая надпись: «Блажени чистии сердцем, яко тии Бога узрят».

## Избранная библиография
- «Путевые записки в приполярной местности» (Записки Сибирского отдела Географического общества, книга IV);
- «Чаунский приход Якутской области» («Записки Императорского русского географического общества», Санкт-Петербург, 1859);
- «Статистика народонаселения прихода Спасителя в Нижнеколымске» (Записки Имп. русск. географического общ., СПб., 1859);
- «Нижнеколымский край» («Известия Географического общества», 1879 г., том XV)
- «15 лет в Нижнеколымском крае (1843—1857): (Из воспоминаний миссионера)» (Томск: Тип. «Сибирского вестника», 1869. — 31 с).